# バルカン戦争
バルカン戦争（バルカンせんそう、英: Balkan Wars）は、1912年から1913年にかけてヨーロッパの東南部で発生した戦争。バルカン同盟諸国（ギリシャ、ブルガリア、モンテネグロ、セルビア）と衰退しつつあるオスマン帝国との間で発生した第一次バルカン戦争（1912年10月 - 1913年5月）と、その戦後処理においてブルガリアと、ギリシャ・セルビアの対立から発生した第二次バルカン戦争（1913年6月 - 1913年8月）からなる。

## 第一次バルカン戦争
1908年以降の青年トルコ人革命以来オスマン帝国は、「汎トルコ主義」に基づき「トルコ化」を推進した。この政策はバルカン半島の諸民族から激しい反発を生む一方、すでに独立を達成しているギリシャ、セルビア、モンテネグロ、ブルガリアの各国はこの地域での影響力拡大を虎視眈々と狙っていた。また「汎スラヴ主義」の大義のもと「南下政策」を展開するロシア帝国もこれら各国への支援に積極的であった。
1911年にアルバニアの自治要求がオスマン帝国で始まると、それまでマケドニア問題で対立していたセルビアとブルガリアがロシアの仲介で同盟を結ぶ。これを受けてブルガリアはギリシャと同盟し、セルビアもモンテネグロと同盟を結んだ。この結果「バルカン同盟」がロシアの後ろ盾で結成され、1912年の10月には各国がオスマン帝国に相次いで宣戦を布告した。
オスマン帝国は慌ててイタリアと講和して伊土戦争を終わらせたが、バルカン同盟軍を止めることはできず、ブルガリアはエディルネ東近郊まで進軍しイスタンブールに40kmまで迫った。セルビアはマケドニアに侵攻しスコピエを抜き、アルバニアからアドリア海まで到達した。ギリシャはイピロスに侵攻しこれを確保した後、テッサロニキ（トルコ語でセラーニク、ブルガリア語ではソルン）を手中に収めた。同じくテッサロニキを目指したブルガリアとは数時間の差であったという。
これら各国の快進撃は1912年の12月に入ると一転して膠着状態に陥り、12月には休戦。ロンドン講和会議が始まり、翌年4月にはモンテネグロ以外の各国は停戦する。

## 第二次バルカン戦争
第一次バルカン戦争は12月には休戦に入り、ロンドン講和会議が開かれたが、会議は紛糾し、途中戦争が再開される局面もあったものの、1913年の4月の末には妥結し（ロンドン条約）、オスマン帝国はエーゲ海のエノスから黒海のミディアを結ぶ線以西のバルカン半島とクレタ島の領有を放棄した。
バルカン同盟諸国で獲得した領土の国境をめぐり新たな対立が生まれる。オーストリア＝ハンガリーの干渉でアルバニアが自治権を得たためにセルビアはアドリア海への出口を失うが、中部マケドニアの領有を主張した。マケドニアにはギリシャとブルガリアも領有を主張し対立。さらにこの両国はエーゲ海沿岸の国境をめぐっても対立していた。このように各国の利害が激しく対立し、ついに行き詰まりを見せる中第二次バルカン戦争がはじまった。
1913年6月29日にブルガリアはギリシャとセルビアに侵攻し、テッサロニキ、マケドニアを攻撃した。しかし、すでに対ブルガリアでギリシャとセルビアが秘密同盟を結んでおり、すぐに反撃する。それに乗じてモンテネグロ、ルーマニア、オスマン帝国もブルガリアに宣戦布告した。この結果、ブルガリアがバルカン諸国全てを敵にまわし孤立無援となった。7月30日にはブルガリアは休戦を求め8月にはブカレスト講和会議が開催された。

## 戦後処理と結果、影響
ブカレスト条約によってブルガリアはマケドニアの大半を喪失しさらに南ドブルジャをルーマニアへ割譲、エディルネをオスマン帝国に返還しマケドニア北東部（後に「ピリン・マケドニア」と呼ばれる）と、エーゲ海への出口となる西トラキアを辛うじて確保するにとどまった。一方で、セルビアは北・中マケドニア（後に「ヴァルダル・マケドニア」と呼ばれる）およびノヴィ＝パザル地方を獲得。モンテネグロはセルビアと共にコソボ地方を分割した。ギリシアは南マケドニア（後に「エーゲ・マケドニア」と呼ばれる）とテッサリアなどエーゲ海沿岸を獲得した。第一次戦争の段階で自治権を獲得していたアルバニアが正式に新独立国として発足した。
この結果、最大の犠牲を払ったブルガリアはそれに見合う報酬、特にマケドニアに対する要求の殆どが叶わず大きな不満を残した。またオスマン帝国はヨーロッパ側領土を一気に失い、国際政局での立場も大きく後退し危機感を募らせた。両国は接近を見せ、これが続く第一次世界大戦の一つの要因となる。1903年にイリンデン蜂起を起こしていたマケドニアのスラヴ系住民（現在の北マケドニアの人々）は権利を完全に無視された形となった。また、コソヴォ地方（アルバニア語でコソヴァ）がセルビアとモンテネグロによって分割された事はこの地域の多数派を占めていたアルバニア人にとっては不満の種であり、後に起こる「コソボ紛争」の出発点を形作ったと言える。